# Blue Spring Ride
Blue Spring Ride (jap. アオハライド, Aoharaido bzw. Ao Haru Ride) ist eine Mangaserie der japanischen Zeichnerin Io Sakisaka, die von 2011 bis 2015 in Japan erschien. Sie umfasst über 2000 Seiten und war in Japan kommerziell erfolgreich und wurde 2014 als Anime-Fernsehserie und Realfilm adaptiert.

## Inhalt
Die Schülerin Futaba Yoshioka (吉岡 双葉) kommt auf die Oberschule und will hier ihren Charakter ändern. Auf der Mittelschule war sie ein liebes, süßes Mädchen, auf das viele neidisch waren und das deshalb ausgeschlossen wurde. Daher will sie sich nun auf der Oberschule weniger „mädchenhaft“ benehmen. Ihrem Mitschüler Tanaka aus der Mittelschule, in den sie sich verliebt hatte, konnte sie ihre Liebe nie gestehen.  Doch trifft Futaba an der neuen Schule Tanaka wieder, der nun aber Kō Mabuchi (馬渕 洸) heißt. Sie erfährt von ihm, dass er sie früher ebenso geliebt hat, nun aber nicht mehr.

## Veröffentlichung
Der Manga erschien vom 13. Januar 2011 (Ausgabe 2/2011) bis 13. Februar 2015 (Ausgabe 3/2015) in Einzelkapiteln im Magazin Bessatsu Margaret des Verlags Shūeisha in Japan. Die gesammelten Kapitel wurden auch in 13 Sammelbänden (Tankōbon) zusammengefasst. Die Bände verkauften sich jeweils über 400.000-mal und gehören damit zu den 100 meistverkauften Manga-Bänden in Japan 2012. Bis zum Januar 2014 erschienen insgesamt 4,4 Millionen Exemplare. Die Sammelbände 11 und 12 kamen auch in limitierten Fassungen mit je einer Animefolge auf DVD.
Bei Tokyopop erschienen in deutscher Übersetzung von November 2012 bis Dezember 2015 alle 13 Bände. Bis 2023 erschienen mehrere Neuauflagen in Doppelbänden und Schubern. Die Übersetzerin war Alexandra Keerl. Eine französische Ausgabe erschien bei Kana, eine englische bei Viz Media, eine polnische bei Waneko und eine chinesische bei Tong Li Publishing. Planet Manga brachte die Serie in Italien, Mexiko und Kolumbien heraus, die spanische Fassung erschien zudem bei Editorial Ivréa in Spanien und Argentinien.

## Adaptionen

### Roman
Von Akiko Abe stammt eine Adaption als Roman bei Shūeisha. Seit dem 27. November 2011 erschienen bisher (Stand: Januar 2015) 5 Bände.

### Anime
Im Januar 2014 wurde zudem die Adaption als Anime-Fernsehserie bekanntgegeben. Diese entstand bei Studio Production I.G unter der Regie von Ai Yoshimura und dem Character Design von Rena Igawa. Die Drehbuchautorin war Tomoko Konparu und die künstlerische Leitung lag bei Yūji Kaneko. Tonregie führte Yukio Nagasaki, die Computeranimationen leitete Kenji Isobe und für die Kameraführung war Yukiko Matsumoto verantwortlich.
Die 12 Folgen wurden vom 9. Juli bis 24. September 2014 punkt Mitternacht (und damit am vorigen Fernsehtag) auf Tokyo MX erstausgestrahlt, sowie je zwei Stunden später auf MBS und einen Tag später landesweit per Satellit via BS11. Eine englisch untertitelte Fassung wird als Simulcast auf Crunchyroll in Nordamerika gestreamt, während Sentai Filmworks die DVD- und Blu-ray-Rechte erwarb.
Der limitierten Fassung des 11. Mangabandes vom 25. August 2014 und des 12. Bandes vom 12. Dezember 2014 waren je eine DVD mit einer Bonusfolge beigelegt – ersterem eine Prequelfolge über Futaba und Kōs Mittelschulzeit und letzterem eine abschließende Folge 13.

#### Synchronisation
| Rolle           | japanischer Sprecher (Seiyū) |
| --------------- | ---------------------------- |
| Futaba Yoshioka | Maaya Uchida                 |
| Kō Mabuchi      | Yūki Kaji                    |

#### Musik
Die Hintergrundmusik zur Serie wurde von Hiroaki Tsutsumi, Keiko Ōsaki und Shōta Hashimoto komponiert. Der Vorspanntitel Sekai wa Koi ni Ochiteiru (世界は恋に落ちている) stammt von CHiCO with HoneyWorks und der Abspanntitel Blue (ブルー, Burū) wird von Fujifabric gesungen.

### Kinofilm
Eine Realfilmadaption kam am 13. Dezember 2014 in die japanischen Kinos. Regie führte Takahiro Miki und die Hauptfiguren Futaba und Kō wurden von Tsubasa Honda und Masahiro Higashide dargestellt. Er wurde am Eröffnungswochenende in 295 Kinos von 210.000 Besuchern gesehen und war in diesen zwei Tagen mit einem Einspielergebnis von 243 Mio. Yen (1,6 Mio. €) der erfolgreichste Film.